# Moura encantada
As moiras ou mouras encantadas ou "mouriscas" são espíritos, seres fantásticos com poderes sobrenaturais dos folclores português e galego. São "seres obrigados por oculta força sobrenatural a viverem em certo estado de sítio como que entorpecidos ou adormecidos, enquanto determinada circunstância lhes não quebrar o encanto". Segundo antigos relatos populares, são as almas de donzelas que foram deixadas a guardar os tesouros que os mouros encantados esconderam antes de partirem para a mourama.
As lendas descrevem as mouras encantadas como jovens donzelas de grande beleza ou encantadoras princesas e "perigosamente sedutoras". Aparecem frequentemente cantando e penteando os seus longos cabelos, louros como o ouro ou negros como a noite, com um pente de ouro, e prometem tesouros a quem as libertar do encanto.
Podem assumir diversas formas e existe um grande número de lendas, e versões da mesma lenda, como resultado de séculos de tradição oral. Surgem como guardiãs dos locais de passagem para o interior da terra, os locais "limite", onde se acreditava que o sobrenatural podia manifestar-se. Aparecem junto de nascentes, fontes, pontes, rios, poços, cavernas, antigas construções, velhos castelos ou tesouros escondidos.

## Origem
Julga-se que a lenda das mouras terá a sua origem em tempos pré-romanos. As mouras encantadas apresentam várias características presentes na Banshee das lendas Irlandesas. Também na mitologia Basca, os Mairu (mouros) são os gigantes que construíram dólmens e os cromeleques. Na Sardenha podemos encontrar os domus das Janas (casa das fadas).
Leite de Vasconcelos levantou a hipótese de as mouras encantadas poderem ter assimilado as características de divindades locais, como ninfas e espíritos da natureza. O mesmo juízo fazia Consiglieri Pedroso ao considerar as mouras "génios femininos das águas".
Na Península Ibérica, as lendas de mouras encantadas encontram-se também na mitologia Galega e Asturiana. Na tradição oral portuguesa, as Janas são uma outra variante de donzelas encantadas. Na mitologia polaca, a Mora é o espírito que deixa o corpo dos humanos à noite durante o sono. Na mitologia da Letónia, Māra é a deusa suprema. Na mitologia escandinava, Mara ou Mare é o espírito errante que deixa o corpo das mulheres durante a noite e causa pesadelos.

## Etimologia

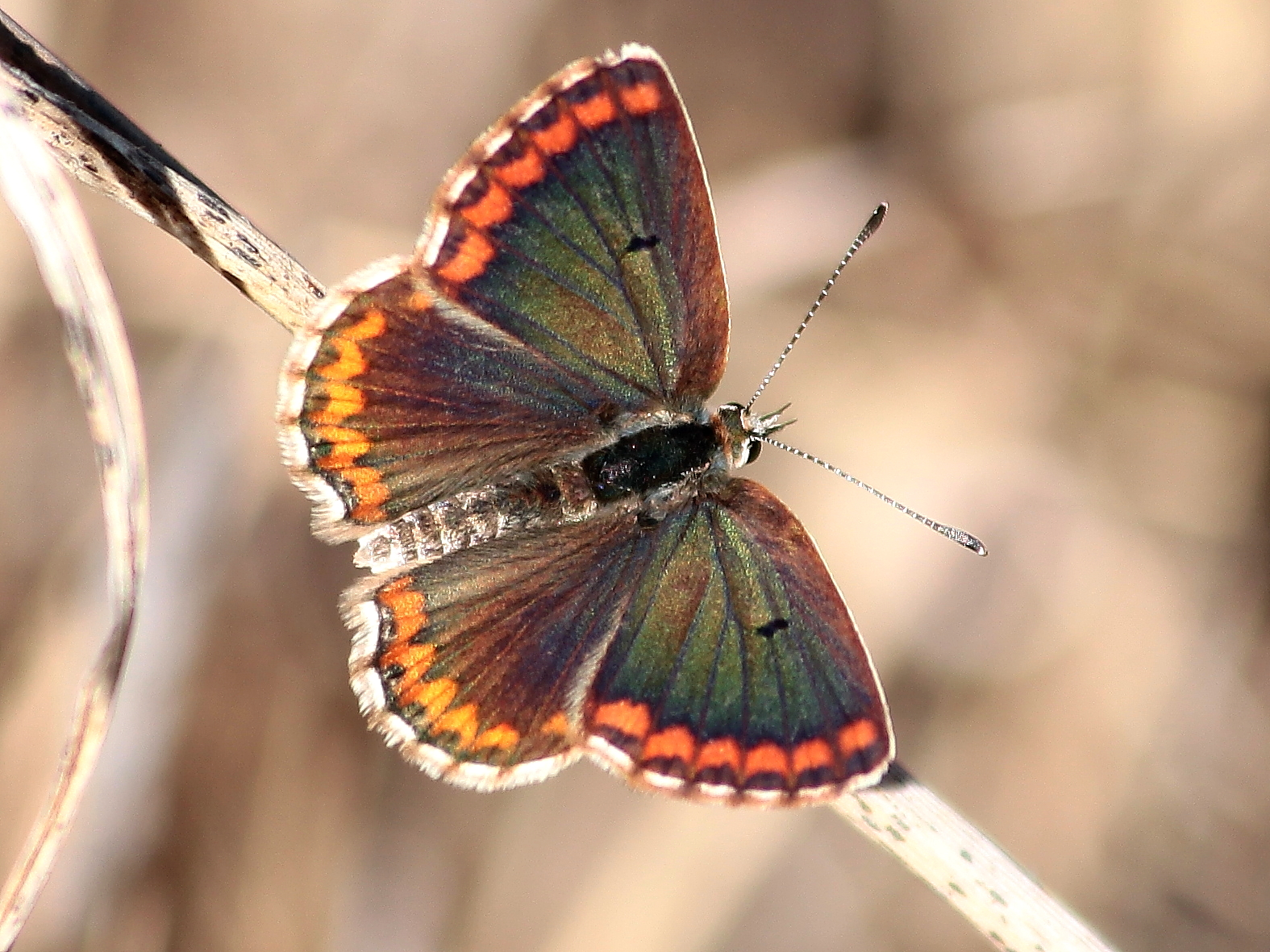
"poisámoira" ou mariposa

Especula-se que o termo "mouro", nesta acepção, não derivaria do latim maurus ("habitante da Mauretânia") mas do proto-celta *mrwo> *marwo que significa morto.
Outra teoria é que o termo possa derivar da palavra grega "moira" (μοίρα), que literalmente significa "destino", e das Moiras, divindades originárias da mitologia grega. Também se considera uma possível origem a palavra latina "maurus", "obscuro", nome dado aos nativos da Mauritânia, mas neste caso relativamente ao obscuro mundo do Além.
Outra corrente indica que a origem poderá vir das palavras celtas "mori", que significa mar, ou "mori-morwen", que designa sereia, provavelmente relacionando as mouras com as ondinas ou as ninfas, os espíritos sub-humanos que habitavam nos rios e nos cursos de água.
Uma outra possível origem de moura (moira), também de origem celta, é "mahra" e "mahr", que significa espírito.
Certos autores, como Nuno Matos Valente no seu Bestiário Tradicional Português, optam pelo termo "moira" em detrimento de "moura" para sublinhar esta eventual etimologia céltica e para distinguir estas lendas das lendas das Princesas Mouras.

## Variantes de Mouras

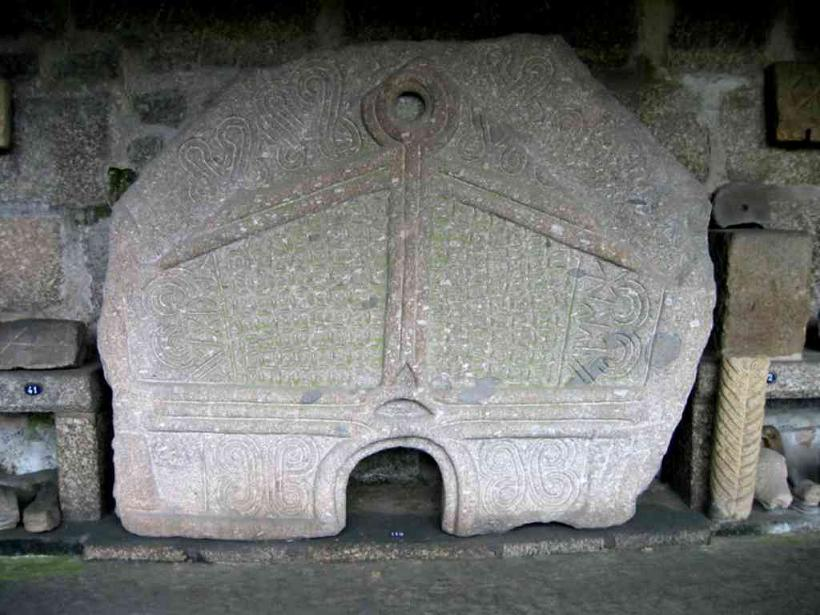
A moura-fiandeira carregou a Pedra Formosa à cabeça enquanto fiava

A Princesa Moura é uma muçulmana encantada que habita um castelo e apaixona-se por um cavaleiro cristão do tempo da Reconquista. A Lenda da Moura Salúquia é uma outra variante: em vez de um cristão, o amor da Princesa Moura é um mouro. Muitas destas lendas tentam explicar a origem de uma cidade e evocam personagens históricas, outras lendas apresentam um carácter religioso como acontece na lenda de Oureana. No contexto histórico, os lugares, as pessoas e acontecimentos situam-se num mundo real, e existe uma localização temporal bem definida. No entanto, é possível que factos reais se tenham simplesmente fundido com antigas narrativas lendárias.
A Moura-fiandeira transporta pedras sobre a cabeça e fia com uma roca à cintura. A tradição popular atribui a estas mouras a construção de castros, citânias, e outros monumentos megalíticos. As moedas antigas encontradas nas citânias e castros eram chamadas de "medalha das mouras". A Pedra Formosa encontrada na Citânia de Briteiros terá sido, segundo narrativas populares, levada à cabeça para este local por uma moura que fiava uma roca.
Quem se sentasse em uma Pedra-Moura ficaria encantado, ou se alguma pedra encantada fosse levada para casa, os animais poderiam morrer. As "Pedras-moura" guardavam riquezas encantadas. Existem várias lendas em que a moura, em vez de ser uma pedra, vive dentro de uma pedra. "A moura, porém, na nossa tradição como que vive dentro da pequena pedra que é arrojada no rio. Mas as fairy irlandesas também vivem no interior das pedras." Na tradição popular diz-se que no penedo «entra-se para dentro» e «sai-se de dentro», dizer possivelmente relacionado com as lendas das mouras. A moura é também descrita a viajar para a mourama, sentada numa pedra que pode flutuar no ar ou na água. Dentro de grutas e debaixo das pedras, muitas lendas falam que existem palácios com tesouros.
A Moura-serpente é uma moura encantada que pode tomar a forma de uma serpente. Algumas destas mouras serpentes, ou mouras-cobra, podem ter asas e podem aparecer como meio mulher meio animal, como na lenda da serpente de Noudar ou do Monte d'Assaia.
A Moura-Mãe toma a forma de uma jovem encantada que está grávida, e a narrativa centra-se na busca de uma parteira que ajude no nascimento e na recompensa que lhe é dada.
A Moura-Velha é uma mulher idosa; as lendas em que aparecem mouras com figura de velha não são frequentes.

## Elementos das lendas

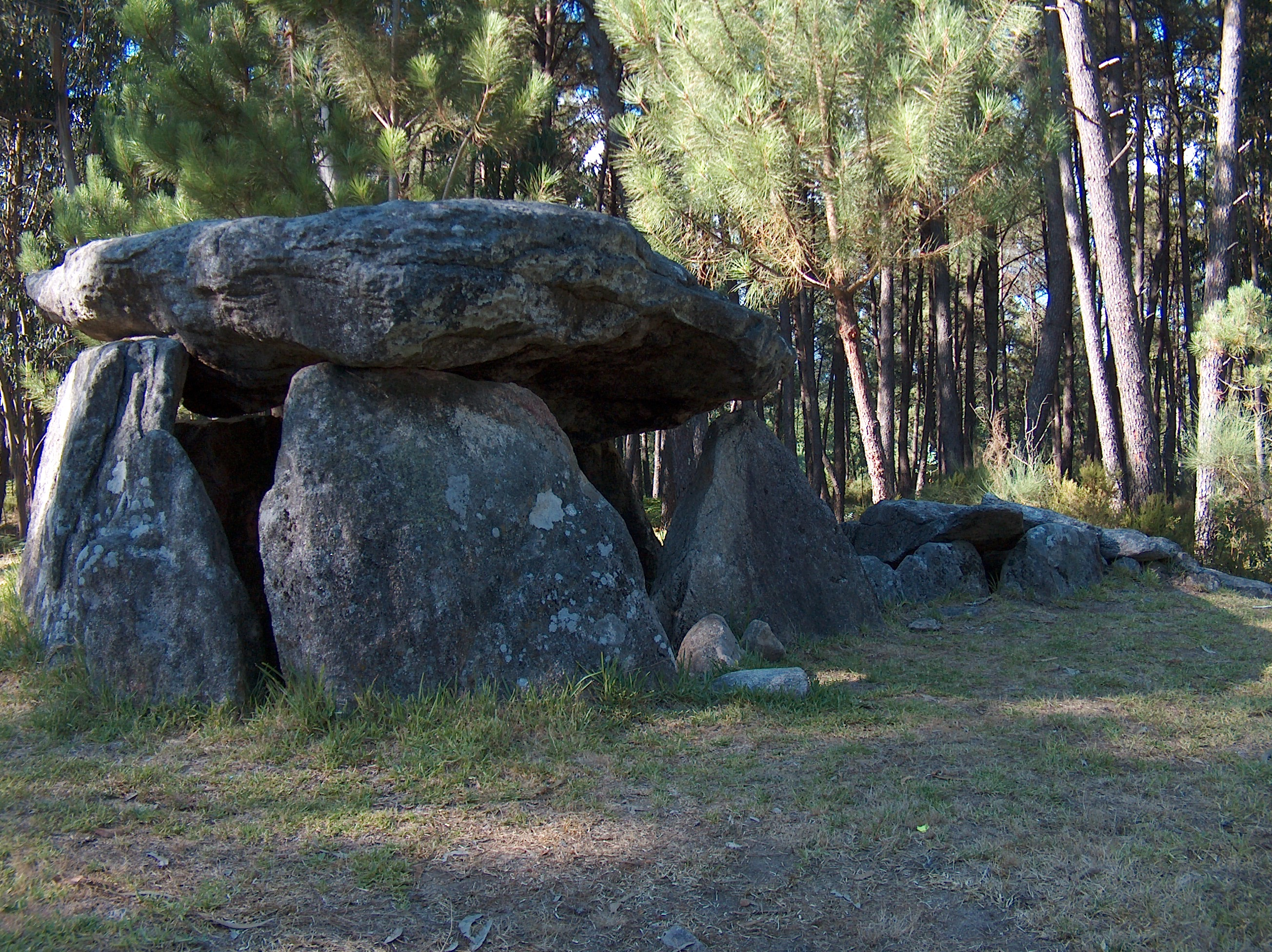
casa da moura

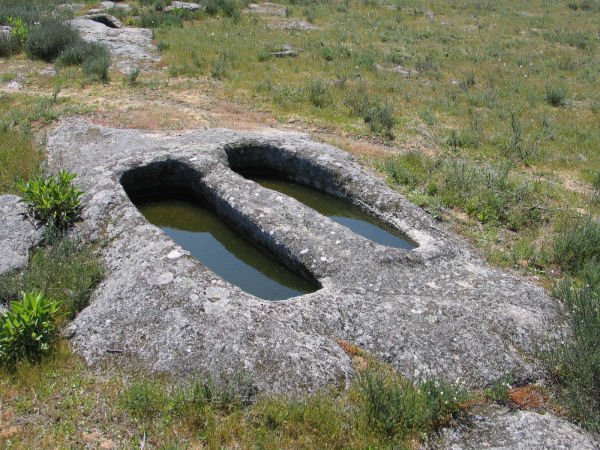
sepulturas cavadas na rocha chamada Masseira, onde a moura amassa o pão

O ouro das Mouras pode aparecer em variadas formas: figos, pedras, carvões, saias, meadas, animais e instrumentos de trabalho. Existem diferentes meios de se obter o ouro: pode ser oferecido pela moura como recompensa, roubado, ou achado.
Frequentemente está dentro de um vaso, escondido dentro de panelas enterradas ou outros recipientes, o que já levantou a questão se seria alguma alusão a uma urna cinerária.
É no dia de São João que se acredita que as mouras aparecem com os seus tesouros, quando se pode quebrar o seu encantamento. Em algumas lendas é neste dia que a moura encantada espalha os figos num penedo, ao luar. Noutras variantes, a moura espalha os figos ou a meada de ouro ao sol em cima do penedo. Estas lendas estão possivelmente relacionadas com a tradição popular de, nalgumas regiões, apanhar-se o figo lampo no dia de São João, um figo branco que se levava de presente. Este dia marca a data do solstício de Verão, sendo a sua referência talvez a reminiscência de algum culto solar pagão.
A fonte é um dos locais que as mouras aparecem frequentemente, muitas vezes como serpentes. Muitas vezes eram atribuídas virtudes mágicas às suas águas, como na Fonte da Moura Encantada. Também é do costume popular dizer de quem casou em terra alheia, "bebeu da fonte" e ficou enamorado, numa alusão às lendas em que os jovens se apaixonam e ficam encantados pelas mouras.
O encantamento da moura pode ser causado pelo pai ou algum outro mouro (ou génio) que a deixou a guardar os tesouros, geralmente uma figura masculina. São geralmente os mouros que têm o poder de encantar as mouras. Nas lendas, a moura pode aparecer sozinha, acompanhada de outras mouras encantadas, ou de um mouro, podendo este ser um pai, a pessoa amada, ou um irmão.
Para se realizar o desencantamento da moura, pode ser solicitado segredo, um beijo, um bolo ou pão sem sal, leite, o pronunciamento de algumas palavras, ou a realização de alguma tarefa, como não olhar para algo velado e aguentar a curiosidade. Falhar é não desencantar a Moura e "dobrar o encanto", não obter o tesouro desejado ou perder a moura amada.
Nas lendas em que é solicitado o pão, levanta-se a hipótese de estarem relacionadas com a antiga tradição de se oferecer alimento aos defuntos. Do mesmo modo, o leite pode estar relacionado com as oferendas que se faziam às águas das fontes e às cobras. A população mais antiga contava também que as cobras gostavam muito de leite. Uma das lendas das mouras de Formigais faz referência à preferência das mouras por leite. Quando desencantada, a moura pode tornar-se humana e casar com o seu salvador ou desaparecer. Na "Lenda do cinto da moura", depois de desencantada os mouros tentam encantar novamente a moura e fazer com que retorne à mourama.
A mourama é um local mágico onde moram os mouros encantados. Nas lendas com um contexto histórico, é o local onde os mouros muçulmanos vivem.
O tempo da mouraria representa um tempo incerto no passado, a mesma referência intemporal do "Era uma vez" ou o "Há muito muito tempo", com que começam os contos de fadas.
As mouras eram associadas a vários fenómenos naturais ou elementos da natureza. Acreditava-se que o eco era a voz das mouras. Algumas lendas contam que há locais onde ainda é possível ouvir uma moura a chorar.
Os monumentos funerários são frequentemente associados às mouras. Em algumas regiões, as antas são chamadas popularmente de mouras ou Casa da Moura, e antigamente acreditava-se que as mouras viviam nestas construções. A Pedra da Moura, a Antas de Pala da Moura, e a Anta da Arquinha da Moura são exemplo dos monumentos associados às lendas.
Outro tipo de sepultura associada às mouras são as sepulturas cavadas na rocha, como é o caso de Cama da Moura, Cova da Moura e Masseira. Segundo a narrativa popular, a sepultura chamada Masseira era o lugar onde a "moura amassava o pão". Numa outra versão da lenda, o monumento pré-histórico Pedra Escrita é o local da sepultura de uma moura.

## Caçadores de tesouros
A lenda do ouro das mouras atraiu alguns caçadores de tesouros. Na busca dos tesouros, as escavações feitas nos locais onde as lendas diziam haver tesouros causaram a destruição de alguns monumentos históricos como mamoas e antas.
Uma passagem do "Pseudo-Turpin" (Liber IV do Liber Sancti Jacobi): "Portanto foi-lhes imposto, sempre que acontecia, fugir do país e enterrar as suas jóias na terra"  pode ter influenciado, no passado, a crença de que haveria tesouros enterrados pelos mouros.

## Locais das mouras
Vários são os locais associados às lendas das mouras encantadas, muitos dos quais são de interesse histórico:
- Povoado fortificado: Penedo da Moura, Horta da Moura
- Necrópole: Cama da Moura, Necrópole da Moura da Serra
- Anta: Penedo da Moura, Casa da Moura, Vale de Moura
- Arte rupestre: Cabeço da Moura, Toca da Moura
- Sepultura: Sepultura da Cama da Moura
- Dólmen: Dólmen da Lapa da Moura
- Mamoa: Cova da Moura, Capela das Almas Mouras
- Abrigo: Pala da Moura
- Menir: A-de-Moura
- Monumento megalítico: Casa da Moura (Orca do Gato)
- Gruta: Cova da Moura, Buraca da Moura
- Mina: Cova da Moura
- Tesouro: Moura da Serra
- Lagar: Fraga da Moura
- Gruta artificial: Casa da Moura do Cabeço de Turquel
- Silo: Rua das Portas de Moura
- Galeria coberta: Grémio da Lavoura de Moura

## Na literatura
- NUma das referências literárias medievais às mouras encantadas encontra-se na peça teatral Cortes de Júpiter de Gil Vicente, representada em 1521.
- As últimas décadas do século XIX foram marcadas por alguns esforços para se criar um registo escrito das lendas das mouras encantadas. Almeida Garrett, frequentemente citado como um dos pioneiros na recolha de lendas, faz referência às mouras encantadas no poema D. Branca.
- A moura encantada é descrita como: "É uma figura branca, toda branca, muito branca, co os cabelos, nem fios de ouro,soltos pelas costas; e aparece a bailar na água de um lado para o outro…"no livro Os tripeiros: romance-chronica do seculo XIV[16]

“E vós, formosas mouras encantadas,
Na noite de S.João ao pé da fonte,
Áureas tranças com pentes de ouro fino
Descuidadas penteando
enquanto o orvalho
Nas esparsas madeixas arrocia
E os lindos anéis de perlas touca.”

— D. Branca, Almeida Garrett
- Vários registos de lendas foram feitos nos séculos XIX e XX por Gentil Marques, Fernanda Frazão, Leite de Vasconcelos, Maria José Meireles (no livro Lendas de Mouras encantadas) e Alexandre Parafita (nos seus livros A Mitologia dos Mouros, O Maravilhoso Popular e Património Imaterial do Douro, 2 Vols.). No contexto do Algarve, é de destacar a obra de Ataíde Oliveira As mouras encantadas e os encantamentos no Algarve[17]  publicada em 1898 relativamente à tradição oral da província onde praticamente toda a região foi alvo de recolha etnográfica.

- Na sua obra “A Mitologia dos Mouros”, publicada em 2006, Alexandre Parafita faz o registo de 263 lendas de mouros e respectivas variantes (com exclusão das lendas romanceadas), e, no estudo e interpretação que faz, estabelece uma assimetria entre “mouros históricos” e “mouros míticos”, cabendo nestes últimos o arquétipo da “moura encantada”. Segundo este estudioso, no lendário popular, a moura aparece, umas vezes como guardiã de tesouros e de refúgios inacessíveis, tecedeira, tendeira, padeira, dançarina e cantora, acautelando a beleza com pentes e fios de ouro, outras vezes transfigurada, por encanto, nas formas de serpentes, touros, sapos, cabras, vozes e ruídos estranhos, e quase sempre em grutas, penedos, fontes, rios, cisternas, antas, castros, torres ou poços.

- No livro Bestiário Tradicional Português, de Nuno Matos Valente, editado pelas Edições Escafandro em 2016, as Moiras Encantadas surgem com um destaque especial, se as compararmos com criaturas com menor expressão na cultura portuguesa, sendo que, através da ilustração na mesma obra, a artista plástica Natacha Costa Pereira propõe para as Moiras um conjunto de criaturas com aspeto feminino, forte e ocioso, que ocupam espaços ermos e pedregosos.